# Bengt Janemar
Bengt Erik Janemar, född 16 december 1923 i  i Vendels församling, Uppsala län, död 8 november 2000 i Uppsala domkyrkoförsamling, var en svensk tävlingscyklist och skridskoåkare. Han var bror till Halle Janemar.
Janemar, som var son till snickaren Karl Albert Jansson i Hamra och Signe Maria Persson, vann, som representant för Upsala CK, två lag-SM (5 mil 1945 och 25 mil 1946) och ett stafett-SM (1946) på cykel samt, som representant för IF Thor, 1944–1946 tre svenska mästerskap i stafettåkning på skridsko.